# Sepia vossi
Sepia vossi är en bläckfiskart som beskrevs av Khromov 1996. Sepia vossi ingår i släktet Sepia och familjen Sepiidae. IUCN kategoriserar arten globalt som otillräckligt studerad. Inga underarter finns listade i Catalogue of Life.